# صمغ

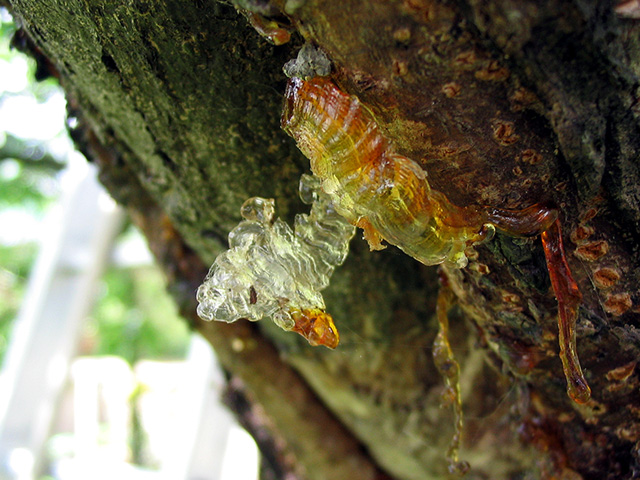
صمغ درخت گیلاس

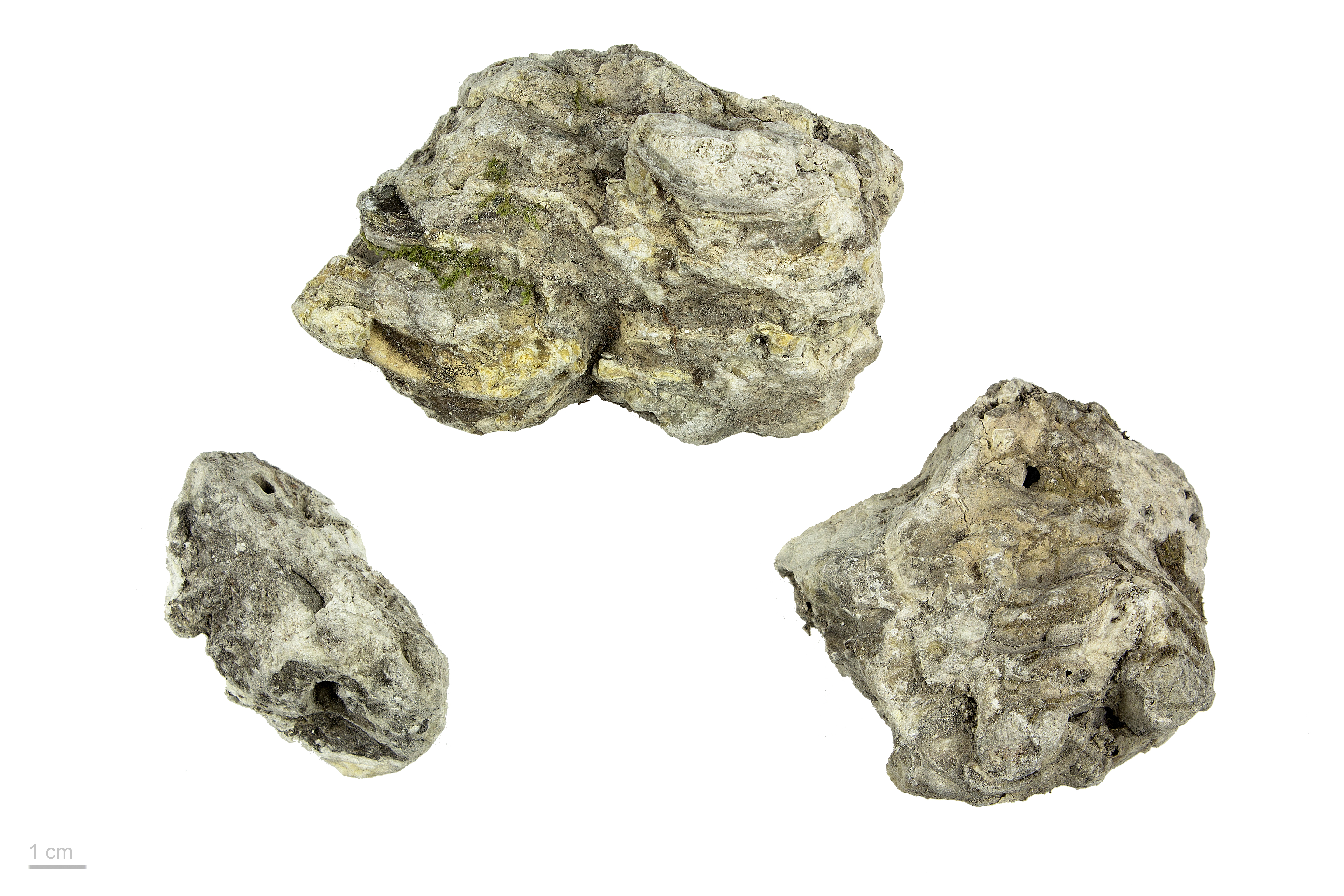
Protium Sp. ”

اَنگُم یا رزین (به انگلیسی: Resin) یا صمغ به شیره درختان گفته می‌شود که اغلب در فصل بهار از شاخه‌ها و تنه درختان خارج می‌شود. در زبان‌های نقاط مختلف ایران این نوع صمغ با اصطلاحات مختلفی بیان می‌شود؛ مثلاً در زبان کُردی به آن جَوی/Jewi، منطقه جیرنده (گیلان) به این نوع صمغ «هُنگُف» و در زبان آذری «جیه» و «کیتیرگه» گفته می‌شود. در استان چهارمحال و بختیاری و به خصوص روستای خوی به آن "زیدی"، در استان فارس به آن «زودو/زیدی»، در پارسی دری «ژد»، و در اوستایی آن را چتره می‌گویند که در پارسی امروز «کتیرا» از آن گرفته شده.
گمان می‌رود که واژه رزین با واژه ریزین (از ریزش) و رس /ریس شیره ای که از برخی چیزها ریخته می‌شود. در قدیم از این صمغ در این منطقه برای ساختن چسب و غیره استفاده می‌گردید.
رزین اصطلاحی است که برای پلیمرهای طبیعی و مصنوعی به کار می‌رود. منابع طبیعی رزین‌ها، گیاهان، جانوران و مواد معدنی می‌باشند. این بسپارها به سادگی شکل‌پذیر بوده لیکن دوام کمی دارند. رزین‌های رایج عبارتند از روزین، آسفالت، قیر، کهربا، سندروس، لیگنپین و لاک شیشه‌ای. رزین‌های طبیعی اصلاح شده شامل سلولز و پروتئین می‌باشند.
صمغ‌های دارویی ترکیبات هیدروکلوئیدی گیاهی هستند که بی‌شکل و نیمه شفاف بوده و به وسیله خراش دادن گیاهان عالی به وجود می‌آیند. بعضی از هیدروکلوئیدهای مفید نیز در جنین دانه یا قسمت‌های دیگر گیاه به حالت پکتین وجود دارند که آگار و کاراگینان نمونه‌هایی از این نوع می‌باشند.
انواع رزین عبارت است از:

## رزین تبادل یونی
یکی از انواع رزین، رزین‌های تبادل یونی نام دارند این مواد در فرایند سختی گیر آب، یون‌های سختی آور آب (کلسیم و منیزیم) را حذف می‌کنند و به جای آن سدیم آزاد می‌کنند.
این رزین‌ها به ۳ دسته، رزین کاتیونی، رزین آنیونی و رزین میکس بد تقسیم می‌شوند.

## رزین وینیل استر
رزین وینیل استر رزینی از نوع ترموست، حاصل شده از واکنش شیمیایی رزین اپوکسی با اسیدهای کربوکسیلیک غیر اشباع اتیلنی که دارای خاصیت مکانیکی و شیمیایی مناسب و مقاوم در مقابل خوردگی و هیدرولیز است. دقت نمایید که زمانی که انعطاف‌پذیری سطح رنگ شده در اولویت باشد از رزین وینیل بهره می‌برند.

## رزین پلی استر
رزین پلی استر مادّه‌ای است که در مجسمه‌سازی و کارهای صنعتی و تولید سنگ مصنوعی مورد استفاده قرار می‌گیرد. رزین پلی استر وقتی با هاردنر (خشک کن) مخلوط می‌گردد پس از مدتی حرارت آن بالا می‌رود و به حالت ژله در می‌آید و سپس سخت و محکم می‌گردد. این رزین تشکیل شده از رنگ و هاردنر می‌باشد. دارای رنگ شفاف و تقریباً بی‌رنگ است که همراه با تینر فوری بسیار سریع حل می‌گردد. رزین پلی استر در برابر حرارت، الکل، رطوبت و اسید نسبتاً مقاوم است.
به هنگام سفت شدن پلی استر، مولکول‌ها به هم نزدیک شده و مقداری از محلول نیز تبخیر می‌گردد، در نتیجه، حجم پلی استر بعد از بستن، اندکی کاهش می‌یابد. پلی استر سخت شده را دیگر نمی‌توان به حالت مایع برگرداند و مناسب‌ترین درجه برای کار با پلی استر، حرارت بیست درجه می‌باشد. پلی استر مایع، بوی زننده ای دارد و اگر روزانه مقدار پنج کیلوگرم از آن مصرف شود بی‌ضرر است، ولی بیش تر از این مقدار را باید در اتاقی که تهویه می‌شود، انجام داد.
رزین پلی استر به بعضی اجسام مانند چوب می‌چسبد. برای جلوگیری از این امر می‌توان از پارافین یا فیلم نیز استفاده کرد. فیلم، مایعی است که با قلم مو بر سطح قالب می‌زنند و پس از خشک شدن، یک لایه نایلون مانند نازک ایجاد می‌کند. رزین پلی استر باید در جای خنک و تاریک نگهداری شود. عمر رزین در صورتی که مرغوب باشد، به دوازده ماه می‌رسد. پلی استر بعد از بستن، محکم، غیر سمّی و غیر متخلخل می‌گردد و می‌توان آن را سوهان زد یا با مته سوراخ نمود. انواع رنگ‌های پودری را می‌توان با رزین پلی استر مخلوط نمود تا به صورت رنگین درآید. رزین پلی استر در مقابل نور تغییر رنگ نمی‌دهد. هاردنرهای مورد استفاده در پلی استر، به دو صورت مایع و خمیری وجود دارند که کار کردن با نوع خمیری ساده‌تر است، هاردنر مایع به رنگ آب است و بوی تندی دارد.

## رزین اپوکسی
رزین اپوکسی از تکپارها که مولکول‌های واحدی هستند و از به هم پیوستن آن‌ها بسپارها یا همان پلیمرها که مولکول‌های بزرگ را تشکیل می‌دهند، با زنجیر کوتاه که در انتهایشان یک گروه اپوکساید قرار دارد تشکیل می‌شود. رزین اپوکسی در ابتدا به صورت بی‌رنگ و کاملاً شفاف بوده که با اضافه نمودن پیگمنت‌های رنگی در انواع رنگ‌ها تولید می‌گردد.
رزین اپوکسی بر اساس نوع هاردنر (سخت‌کننده) به اپوکسی‌های پلی آمین و پلی آمید دسته‌بندی می‌گردد.
سخت‌کننده‌های آمینی را معمولاً برای اپوکسی‌های بدون حلال با کاربری چسب و کفپوش یا برای کاربری‌هایی که ضخامت بالایی از مواد مد نظر است مورد استفاده قرار می‌دهند. اما پلی آمیدها را نمی‌توان در ضخامت‌های بالا مورد استفاده قرار داد و از آن‌ها برای ضخامت‌های کمتر از ۲۰۰ میکرون به عنوان رنگ و پوشش‌های محافظتی استفاده می‌گردد.
به عبارت کلی تر می‌توان گفت اپوکسی‌های پلی آمینی به عنوان چسب و کفپوش یا در صنایع قالب‌سازی و زیورآلات و اپوکسی‌های پلی‌آمیدی به عنوان رنگ‌های صنعتی مورد استفاده قرار می‌گیرند.
پوشش‌های اپوکسی به دلیل ویژگی‌های خاصشان در صنایع مختلف به عنوان رنگ‌های صنعتی ضد خورندگی، کف‌پوش‌ها، چسب، کامپوزیت‌ها و … مورد استفاده قرار می‌گیرند.

## رزین اکریلیک
نوعی از معمول‌ترین رزین‌های استفاده شده در رنگ‌های محلول در آب می‌باشد. این نوع رزین لایه نازک و ضدآب را بر روی چوب به وجود می‌آورد. یک نوع رزین اکریلیک مشتق‌شده به نام رنگ لیتکس دارای دو ویژگی می‌باشد که مواد مناسبی برای چوب است.
نکته جالب در مورد این نوع رزین این است که با لایه نازک آن بر سطح چوب مانع نفوذ آب و رطوبت می‌گردد و همین نوع را هنگامی که بخواهید تمیز نمایید مقاومت بالایی ندارد.
رزین اکریلیک به دو نوع تقسیم می‌شود:
ترموست: با حرارت دیدن سخت می‌شود.
ترموپلاست: با حرارت دیدن نرم می‌شود.
رزین اکریلیک ترموست حفظ براقیت نسبتاً مناسبی دارد. همچنین در محلول قابل اسپری از درصد جامد خوبی برخوردار است و مقاومت شیمیایی بیشتری از نوع ترموپلاست دارد.
رزین اکریلیک ترمو پلاست فاقد هر قسمت فعال است و دارای وزن مولکولی به نسبت بالا می‌باشد. رزین اکریلیک بسیار الاستیک شکل می‌گیرد به صورتی که بدون ایجاد ترک در لایه نازک رزین امکان همکشیدگی (چوب در اثر از دست دادن رطوبت ابعادش کم می‌شود) و واکشیدگی (چوب در اثر جذب رطوبت ابادش زیاد می‌شود) چوب موجود باشد.

## رزین آلکیدی
بیشترین استفاده از این نوع رزین را در رنگ‌های روغنی موجود در بازار می‌توان مشاهده نمود. همچنین آلکید را می‌شود با رزین اکلریک مخلوط کرد و استفاده نمود. رزین آلکیدی روغنی یک سطح مقاوم و پر دوام بر روی چوب تشکیل می‌دهد که در برابر رطوبت و آب مقاومت دارند. می‌توان نتیجه گرفت که از این نوع رنگ برای چوب‌هایی که در معرض رطوبت و هوا هستند استفاده نمود.
این نوع رنگ‌ها خصلت هوا پذیری ممکن را ندارند. پس زمانی که چوب خیس باشد اگر از آنها استفاده شود بعد از خشک شدن آن و از دست دادن رطوبت رنگ تاول می‌زند. یکی دیگر از کاربردهای این نوع رزین بازسازی چوب‌های قدیمی است که رنگ شده‌اند.

## رزین پلی یورتان
رزین پلی یورتان به شکل دو جزئی و بر اساس پایه رزین تهیه گشته، معمولاً در زمان کوتاهی خشک می‌شود. به دلیل مقاومت بالا در برابر محصولاتی که در مقابل نور مستقیم خورشید قرار می‌گیرند. پلی یورتان‌ها معمولاً از واکنش افزایشی میان گروه‌های ایزوسیانات و عامل هیدروکسیل شکل می‌گیرند.

## رزین اپوکسی
رزین اپوکسی متشکل از دو جزء، شامل اپوکسی و سخت‌کننده اپوکسی که به اسم هاردنراپوکسی معروف است، می‌باشد. رزین‌های اپوکسی کارایی بسیاری دارند که به صورت وسیع در تقویت، ترمیم و مقاوم‌سازی سازه‌های مختلف مخصوصاً در تولید محصولات کامپوزیتی استفاده می‌شوند. یکی از کاربردهای رزین اپوکسی به تازگی رونق فراوان گرفته (از سال ۲۰۱۶) که به رزین آرت و چوب شیشه‌ای (Glassywood) شناخته می‌شود که در این حرفه، توسط رزینهای اپوکسی مصنوعات مختلف چوبی با اشکال و ابعاد به‌شدت نامحدود قابل ساخت می‌باشند.
این نوع رزین دارای مقاومت بسیار و چسبندگی خاصی می‌باشد که در ساخت قالب‌ها و مدل‌های کامپوزیتی، مصنوعات چوب شیشه‌ای و تلفیقی و کفپوشهای صنعتی و دکوراتیو بسیار حائز اهمیت است. رزین اپوکسی عایق الکتریسیته است. از این نوع رزین در تولید انواع قطعات الکتریکی مثل ژنراتورها در صنعت برق به شکل ویژه مورد استفاده می‌باشد. همچنین نیز در هوافضا و هواپیما سازی برای متصل نمودن قطعات داخلی و خارجی به همدیگر استفاده می‌شوند. چسب دوقلو بر پایه اپوکسی ساخته شده‌است.